# Teigwaren
Teigwaren ist ein Sammelbegriff für Lebensmittel aus pflanzlichen Mahlerzeugnissen (in der europäischen Küche vor allem aus Weizengrieß und -dunst), die mit Wasser und je nach Rezept auch Eiern, Gemüse, Gewürzen und anderen Zutaten zu einem Teig vermischt und durch Walzen, Pressen, Ausstechen oder auf andere Weise in vielfältige Formen gebracht werden. Sie werden keinem Gär- oder Backverfahren unterworfen, sondern in kochendem Wasser gegart. Teigwaren werden als Beilage, Suppeneinlage oder auch als Bestandteil von Aufläufen gegessen.
Der Formenreichtum von Teigwaren ist sehr groß. Sie können langgestreckt sein (wie Spaghetti, Makkaroni oder gestreckte Nudeln), aber auch kürzer (Hörnli, Muscheln, Spätzle, Spiralnudeln), nest- oder knäuelartig aufgewickelt (Nidi) oder plattenförmig (Lasagne), sie werden als kleine Formen ausgestanzt (Fleckerl) oder der Teig wird durch eine Matrize extrudiert (Buchstaben oder Sternchen). In der Regel werden Teigwaren nach dem Formen auf einen Wassergehalt von 12–13 % getrocknet und als haltbares, kochfertiges Produkt in den Handel gebracht, sie können aber auch frisch zubereitet werden. Gefüllte Teigwaren wie zum Beispiel Ravioli oder Tortellini, aber auch Zubereitungen mit Saucen oder Fleisch werden auch als Dosenkonserven angeboten.

## Begriff
Je nach Tradition, Herkunft und Epoche unterscheiden sich die Definitionen der Teigwaren:
- In der internationalen Warenkunde des Harmonisierten Systems der UNO bezeichnet man damit die Position 1902. Diese beinhaltet Produkte aus Grieß oder Mehl von Weizen, Mais, Reis, Kartoffeln usw., die ohne Gärprozess  hergestellt werden.[4]
- In der Deutschen Standardsprache werden damit Nahrungsmittel von verschiedener Form aus Mehl oder Grieß und ggf. Eiern als Beilage oder als Einlage bezeichnet[5]
- Teigwaren im Sinne des Deutschen Lebensmittelbuchs sind beliebig geformte Erzeugnisse, die aus Getreidemahlerzeugnissen mit oder ohne Verwendung von Hühnereiern und/oder anderen Zutaten durch Einteigen, Formen und Trocknen ohne Anwendung eines Gärungs- oder Backverfahrens hergestellt werden. Sie werden zuweilen vor dem Trocknen mit heißem Wasser oder Wasserdampf behandelt.[6]
- Teigwaren im Sinnes des Österreichischen Lebensmittelbuchs sind aus Mahlprodukten bestimmter Cerealien ohne Trieb-, Gär- oder Backprozess hergestellte, in der Regel  getrocknete Erzeugnisse, welche in verschiedenen Ausformungen kochfertig oder zubereitet in Verkehr gesetzt werden.[7]
- Teigwaren sind aus Weizenmehl oder Weizengrieß hergestellte Nahrungsmittel wie Nudeln, Spätzle usw.[8]
- In der DDR wurden industriell gefertigte Teigwaren als kochfertige und quellfähige Erzeugnisse aus Weizendunst bezeichnet (Hartweizen hätte gegen Devisen importiert werden müssen), die fast ausschließlich mit Ei oder – ab Mitte der 1980er Jahre – auch mit Soja hergestellt wurden.[9] Mit Ei hergestellt erhielten sie eine eigenständige Kategorie Eierteigwaren, abgekürzt ETW.

## Herstellung
Die verwendeten Grieße oder Mehle werden zunächst mit Wasser versetzt und zu einem Teig verknetet, dem auch andere Bestandteile (z. B. sehr fein zerkleinertes Gemüse, Frucht- oder Gemüsesäfte, Mus von Gemüse, Eier, Milch, Kleber, Diastase, Vitamine, Farbstoffe, Aromastoffe) zugesetzt werden können. Der Teig wird sodann (z. B. durch Extrudieren und Schneiden, durch Ausrollen und Zuschneiden, durch Pressen, durch Ausformen oder Agglomerieren in rotierenden Trommeln) in spezifische und vorbestimmte Formen überführt (insbesondere Röhren, Bänder, Fäden, Muscheln, Perlen, Körnchen, Sterne, Hörnchen, Buchstaben). Dabei wird manchmal eine geringe Menge Öl hinzugefügt. Diese spezifischen Formen sind häufig für die Bezeichnung der Fertigerzeugnisse maßgebend (z. B. Makkaroni, Tagliatelle, Spaghetti, Bandnudeln). Die Waren werden im Allgemeinen vor dem Verkauf getrocknet, um ihren Transport und ihre Lagerung zu erleichtern und die Haltbarkeit zu verlängern. In diesem Zustand sind sie zerbrechlich.

## Warengruppen
Zu den Teigwaren gehören auch nichtgetrocknete (d. h. feuchte oder frische) und gefrorene Waren, z. B. frische Gnocchi und gefrorene Ravioli. Teigwaren können gekocht, mit Fleisch, Fisch, Käse oder anderen Stoffen in beliebiger Menge gefüllt oder auch anders zubereitet sein. Durch das Kochen werden die Teigwaren weich, behalten jedoch ihre ursprüngliche Form. Gefüllte Teigwaren können vollständig geschlossen (z. B. Ravioli), an den Enden offen (z. B. Cannelloni) oder in Lagen geschichtet (z. B. Lasagne) sein. Zu dieser Position gehört auch Couscous, ein thermisch behandelter Grieß.
Hiervon werden Zubereitungen von Teigwaren abgegrenzt (ausgenommen gefüllte Erzeugnisse), deren Gehalt an Wurst, Fleisch, Schlachtnebenerzeugnissen, Blut, Fisch oder Krebstieren, Weichtieren oder anderen wirbellosen Wassertieren 20 GHT (Gewichtshundertteile) überschreitet. Diese werden entsprechend der verwendeten Hauptzutat als Ware daraus verstanden. Ebenso sind Zubereitungen zum Herstellen von Suppen oder Brühen sowie Suppen und Brühen, die Teigwaren enthalten, ausgeschlossen, da sie dem Hauptcharakter nach Suppen sind.
Als Warengruppen werden im Einzelnen unterschieden:
- ungekochte und ungefüllte Teigwaren
  - Teigwaren mit Ei
  - Teigwaren ohne Ei
- Gefüllte Teigwaren
- Andere Teigwaren (z. B. gekochte Teigwaren)
- Couscous

## Teigwaren in Deutschland

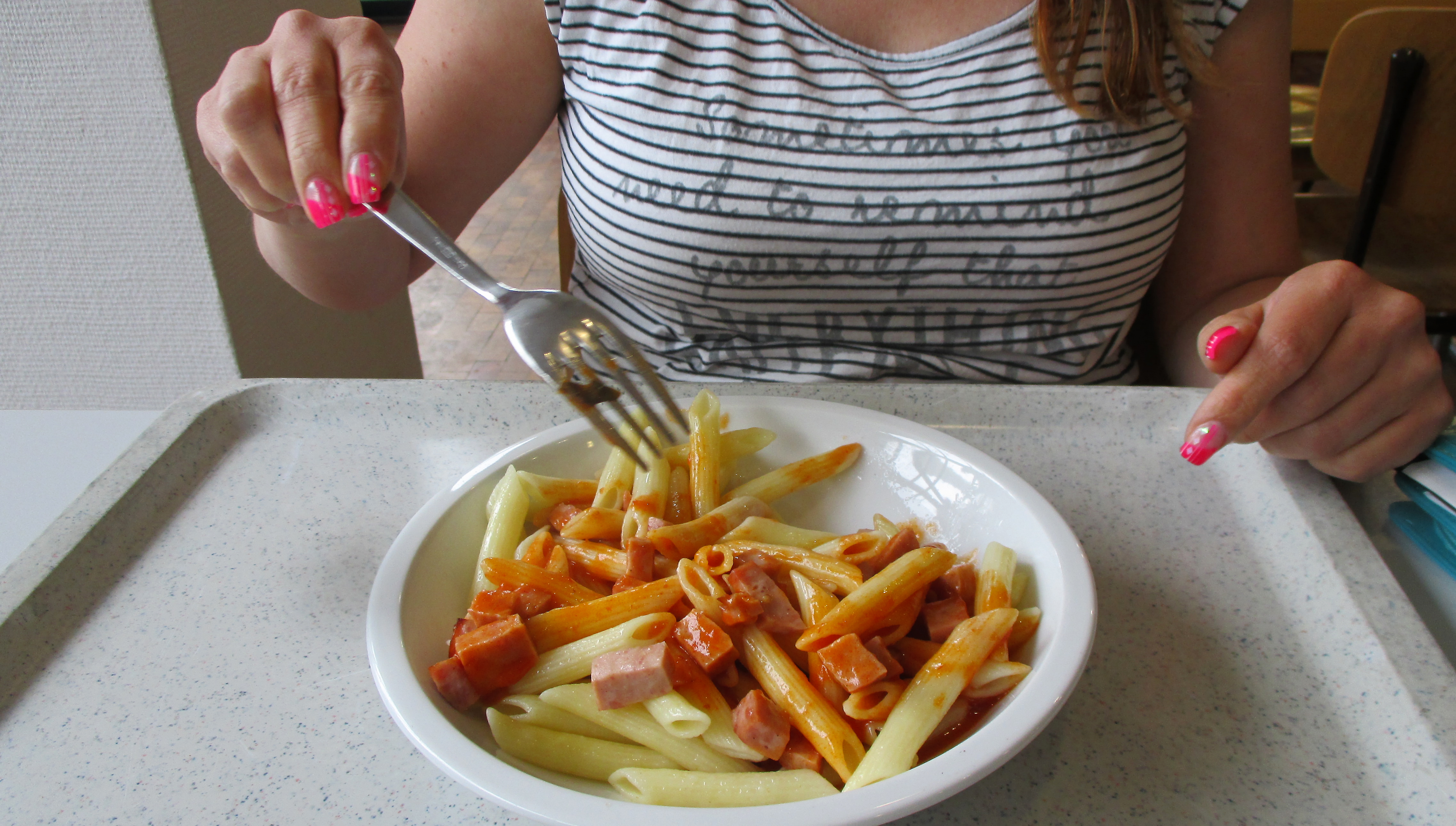
Teigwarengericht in Deutschland

Die allgemeine Verkehrsauffassung für Teigwaren ist seit 1990 allgemeingültig in den „Leitsätzen für Teigwaren“ des Deutschen Lebensmittelbuches für das Produzierende Gewerbe, den Handel und die Verwendung im Gastgewerbe definiert. Der Bereich Haushalt und Hauswirtschaft wird davon nicht erfasst. Teigwaren sind beliebig geformte Erzeugnisse, die aus Getreidemahlerzeugnissen mit oder ohne Verwendung von Hühnereiern und/oder anderen Zutaten durch Einteigen, Formen und Trocknen ohne Anwendung eines Gärungs- oder Backverfahrens hergestellt werden. Sie werden zuweilen vor dem Trocknen mit heißem Wasser oder Wasserdampf behandelt. Dazu gehören auch Instant-Teigwaren, ausgenommen frittierte Erzeugnisse. Frische Teigwaren sind Erzeugnisse, die bei der Herstellung nicht getrocknet oder lediglich angetrocknet werden. Sie werden zuweilen mit heißem Wasser oder mit Wasserdampf behandelt, auch pasteurisiert und gekühlt oder tiefgefroren.
Als Zutaten werden üblicherweise verwendet:
- Getreidemahlerzeugnisse aus Hartweizen, Weichweizen, Dinkel, Roggen,
- Mahlerzeugnisse aus Buchweizen, Gerste, Hafer, Hirse, Mais, Reis oder Triticale für Mehrkorn-Teigwaren,
- Vollei, Eigelb, Eiklar, Milch, Milchpulver jeweils in verschiedenen Fettgehaltsstufen und Milcheiweißerzeugnisse
- Gemüse, Kräuter, Pilze in geeigneter Zubereitung (z. B. Mark, Saft, Pulver, Konzentrat) sowie Gewürze und Speisesalz
- färbende  Lebensmittel und Farbstoffe, Weizengluten/Kleber, Sojaerzeugnisse und Trinkwasser.

## Teigwaren in verschiedenen Regionen der Welt

### Mitteleuropa
In Mitteleuropa sind verschiedene „Nudeln“ (auch solche, die keine Teigwaren sind) im süddeutschen Sprachraum, also im schwäbischen und im bayerischen Raum, sowie in der böhmischen Nachbarschaft heimisch, damit in Baden-Württemberg, Bayern, Sachsen, Österreich, Tschechien und in der Schweiz. Als Teigtaschen treten (von West nach Ost) die Maultasche, der Schlutzkrapfen und die Kärntner Nudel auf, im Südosten gibt es Nockerln (Nocken).

### Osteuropa
In Osteuropa sind Teigwaren hauptsächlich durch Teigtaschen vertreten, verbreitet sind Piroggen. Speziell russisch sind Pelmeni, Tschebureki und Wareniki, auch die zentralasiatischen Mantı werden in Russland gegessen. Polnischen Ursprungs sind Uszka, zu jüdischen Festtagen gibt es Kreplach.

### Italien
In der italienischen Küche werden Pasta oder Gnocchi (italienische Form der Nocken) – Gnocchi di patate, Gnocchi alla romana – als „erster Hauptgang“ serviert. Als Teigtaschen gibt es Ravioli, kleinere gefüllte Nudeln sind Tortellini, Cappelletti und Conchiglioni.
„Nudelsuppe“ heißt pastina in brodo, Tortellini werden in dieser Form als tortellini in brodo gegessen (typisches Sonntagsgericht der Emilia-Romagna).
Paste (Plural von pasta) scheint es bereits bei den Etruskern, Lasagne in der römischen Republik (Antike) und eine Art Spaghetti im Mittelalter auf Sizilien gegeben zu haben (wenn auch anders bezeichnet), siehe Geschichte.

### Asien
Die ältesten bekannten Nudeln sind in China archäologisch festgestellt worden.
In Innerasien gehören spezielle Nudeln zu Laghman (vgl. kasachische Küche).
In Ostasien (dem fernen Osten ohne Russland) werden Teigwaren naturgemäß eher aus Reis gefertigt wie die Reisnudeln, anders die mit Weizenmehl hergestellten Mie-Nudeln Südostasiens und Bami der (Halb-)Inselwelt, zu denen die gebratenen Nudeln Indonesiens in Bami Goreng gehören. Auch eine Reihe japanischer Nudelarten wird aus Weizenmehl hergestellt. Ob Glasnudeln noch als Teigwaren zu betrachten sind, ist fraglich. Nudeln werden besonders in Nudelsuppen, die als Vorspeisen wie als vollwertige Hauptgerichte dienen können, verwendet, so in Vietnam und Thailand. Ein speziell philippinisches Nudelgericht ist Pancit, und die thailändische Küche wie die koreanische weisen einige Nudelspezialitäten auf.
Teigtaschen spielen sowohl in den asiatischen Binnenländern als auch in Ostasien eine große Rolle.
In Zentralasien (und noch bis in Europa) weit verbreitete Teigtaschen sind die Mantı, denen die Buuds der mongolischen Küche ähneln, die weiter Chuuschuur und Bansch bietet. Samosa gibt es von Indien bis Zentralasien, Momo in Tibet und Nepal.
Aus China kennen wir Wan Tan, etwa als Wan-Tan-Suppe. In Fernost einflussreich sind Baozi, in China selbst zu Xiaolongbao entwickelt, in Japan zu Chūkaman, auf den Philippinen zu Siopao, und Jiaozi, das in Japan Gyōza und in Korea Mandu heißt (Manduguk ist die damit zubereitete Suppe).